# 거창 화경당
거창 화경당(居昌 和慶堂)은 대한민국 경상남도 거창군 남상면 대산리에 있는 조선시대의 건축물이다. 2016년 4월 7일 경상남도의 문화재자료 제623호로 지정되었다.

## 지정 사유
거창 화경당은 근대기 부농 주택의 특징을 잘 보여주고 있는 가옥으로 안채와 사랑채ㆍ곳간채 등이 원형대로 잘 보존되어 있으며 생활의 편의를 위해서 건물을 합리적으로 배치해 선조들의 생활상을 반영하고 있다.

## 참고 문헌
- 거창 화경당 - 국가유산청 국가유산포털